# Maxime N'Débéka
Maxime N'Debeka, né le 10 mars 1944  à Brazzaville, est un auteur dramatique, metteur en scène, conteur et poète congolais,.

## Biographie
Il est un auteur dramatique, metteur en scène, conteur et poète congolais,.
Il est ingénieur des télécommunications de formation, formé dans une école de cadres au Sénégal. De 1968 à 1972, il est directeur de la culture et des arts , il co-organise le premier Festival des arts au Congo et fonde en 1969 le Centre de formation et de recherche d’art dramatique (CFRAD) de Brazzaville.
Il est exilé intérieur (1972-1975) puis il s'exile en France après qu'un de ses poèmes, Le Président, a servi de « cri de ralliement lors de manifestations contre le pouvoir ».                   En 1997, il retourne au Congo en 1993, et travaille comme ingénieur, puis devient ministre de la Culture (1996-1997) avant de s'exiler lors de la guerre civile du Congo-Brazzaville. 
Il réside en France avec sa famille.

## Œuvres
- Soleils neufs, Yaoundé, Clé, 1969.
- Le Président (drame satirique en 3 actes), Honfleur, P. J. Oswald, 1970, L’Harmattan, 1983.
- L’Oseille/Les Citrons, Paris, P. J. Oswald, 1975.
- Les Signes du silence, Saint-Germain-des-Prés, 1978.
- Les Lendemains qui chantent (pièce en 4 actes), Paris, Présence africaine, 1983.
- La Danse de N’Kumba ensorcelée, Paris, Publisud, 1985.
- Equatorium (théâtre), Paris, Publisud, 1987.
- Vécus au miroir (nouvelles), Paris, Publisud, 1990.
- Paroles insonores/(rééd) Les Signes du silence, L’Harmattan, 1994.
- Le Diable à la longue queue (théâtre), éditions Lansman, 2000.
- Soleils neufs (poèmes) & Les divagations de rêveur insomniaque
- Toi, le possible chimérique, 2008, Paris, Acoria,  (ISBN 978-2355720093)
- Vécus au miroir (nouvelles), Paris, Publisud, 1991.
- Sel-piment à la braise, Paris, Dapper, 2003.